# مارتین کیپنبرگر
مارتین کیپنبرگر (آلمانی: Martin Kippenberger; ۲۵ فوریهٔ ۱۹۵۳ – ۷ مارس ۱۹۹۷) مجسمه‌ساز، طراح رقص، عکاس و نقاش اهل آلمان بود که به خاطر پرکاری، تنوع سبکی و شخصیت بذله‌گوی نامتعارفش شناخته می‌شود.